# Dilhani Lekamge
Nadeesha Dilhani Lekamge (* 14. Januar 1987 in Eheliyagoda) ist eine sri-lankische Leichtathletin, die sich auf den Speerwurf spezialisiert hat und aktuell Inhaberin des Landesrekordes ist.

## Sportliche Laufbahn
Erste internationale Erfahrungen sammelte Dilhani Lekamge bei den Asienmeisterschaften 2013 in Pune, bei denen sie mit einer Weite von 50,98 m den achten Platz belegte. 2016 wurde sie bei den Südasienspielen in Guwahati mit 52,17 m Vierte und im Jahr darauf gewann sie bei den Asienmeisterschaften in Bhubaneswar mit 58,11 m die Silbermedaille hinter der Chinesin Li Lingwei. 2018 nahm sie erstmals an den Commonwealth Games im australischen Gold Coast teil und erreichte dort mit einem Wurf auf 56,02 m Rang fünf. Im Jahr darauf siegte sie bei den Südasienspielen in Kathmandu mit einem Wurf auf 55,02 m. 2023 gewann sie bei den Asienmeisterschaften in Bangkok mit neuer Bestleistung von 60,93 m die Bronzemedaille hinter der Japanerin Marina Saitō und Liu Shiying aus der Volksrepublik China. Anschließend schied sie bei den Weltmeisterschaften in Budapest mit 55,89 m in der Qualifikationsrunde aus. Im Oktober gewann sie bei den Asienspielen in Hangzhou mit neuem Landesrekord von 61,57 m die Silbermedaille hinter der Inderin Annu Rani. Im Jahr darauf verpasste sie bei den Olympischen Sommerspielen in Paris mit 53,66 m den Finaleinzug und 2025 belegte sie bei den Asienmeisterschaften in Gumi mit 55,53 m den fünften Platz.
In den Jahren 2009 und 2010 sowie 2012, 2016 und 2018 und von 2021 bis 2024 wurde Lekamge sri-lankische Meisterin im Speerwurf.